# لوبا (النرويج)
لوبا (بالنرويجية: Loppa)‏ هي بلدية في مقاطعة فينمارك، النرويج. المركز الإداري للبلدية هي قرية أوكسفيورد. من بين القرى في البلدية أندسنيس، وبرغسفيورد، ولانغفيوردهامن، ولوبا، ونوفسفوغ، وأوكسفيوردبوتن، وساندلاند، وسور-تفارفيورد.

## المناخ
يظهر الجدول التالي التغييرات المناخية على مدار السنة للوبا:
| البيانات المناخية لـلوبا                   | البيانات المناخية لـلوبا | البيانات المناخية لـلوبا | البيانات المناخية لـلوبا | البيانات المناخية لـلوبا | البيانات المناخية لـلوبا | البيانات المناخية لـلوبا | البيانات المناخية لـلوبا | البيانات المناخية لـلوبا | البيانات المناخية لـلوبا | البيانات المناخية لـلوبا | البيانات المناخية لـلوبا | البيانات المناخية لـلوبا | البيانات المناخية لـلوبا |
| الشهر                                      | يناير                    | فبراير                   | مارس                     | أبريل                    | مايو                     | يونيو                    | يوليو                    | أغسطس                    | سبتمبر                   | أكتوبر                   | نوفمبر                   | ديسمبر                   | المعدل السنوي            |
| ------------------------------------------ | ------------------------ | ------------------------ | ------------------------ | ------------------------ | ------------------------ | ------------------------ | ------------------------ | ------------------------ | ------------------------ | ------------------------ | ------------------------ | ------------------------ | ------------------------ |
| المتوسط اليومي °م (°ف)                     | −3.7 (25.3)              | −3.5 (25.7)              | −2.1 (28.2)              | 0.7 (33.3)               | 4.8 (40.6)               | 8.9 (48.0)               | 12.1 (53.8)              | 11.3 (52.3)              | 7.7 (45.9)               | 3.5 (38.3)               | −0.2 (31.6)              | −2.6 (27.3)              | 3.1 (37.6)               |
| الهطول مم (إنش)                            | 73 (2.9)                 | 67 (2.6)                 | 57 (2.2)                 | 52 (2.0)                 | 46 (1.8)                 | 52 (2.0)                 | 59 (2.3)                 | 71 (2.8)                 | 80 (3.1)                 | 105 (4.1)                | 82 (3.2)                 | 86 (3.4)                 | 830 (32.7)               |
| المصدر: Norwegian Meteorological Institute |                          |                          |                          |                          |                          |                          |                          |                          |                          |                          |                          |                          |                          |